# Kannasläktet
Kannor eller Kannasläktet (Canna) är det enda släktet i familjen kannaväxter. De kommer ursprungligen från tropiska och subtropiska områden från södra USA och söderut till norra Argentina vilket även inkluderar Västindien.
Kannasläktets arter är stora fleråriga örter med breda, gröna blad. De har inga egentliga stjälkar, utan samlingar av nya hoprullade blad som sedan vecklar ut sig. Blommorna är vanligen röda, orange eller gula och de drar till sig kolibrier. Frukten är en kapsel. Som vildväxande blir kannorna mellan 0,5 och 5 meter höga. Eftersom kannor har blivit populära prydnadsväxter så finns det ett stort antal sorter och hybrider. Vanligen är dessa inte lika stora som de vildväxande arterna. Kannor har asymmetriska blommor vilket är ett ganska ovanligt drag.
Arternas rhizomer är ätliga, men måste kokas länge eftersom de är ganska trådiga. De är stärkelserika.

## Odling
Kannor ska ha en solig växtplats och helst inte utsättas för regn. De får dock inte torka ut kring rötterna. De kräver mycket näring och de tål inte frost. I områden med kalla vintrar kan jordstammarna grävas upp på hösten och övervintras vid en temperatur över 7 °C.

## Kladogram
Kladogram enligt Catalogue of Life:
| Kannor | \| \| Canna bangii \| \| \| \| \| \| Canna flaccida \| \| \| \| \| \| Canna glauca \| \| \| \| \| \| Canna indica \| \| \| \| \| \| Canna iridiflora \| \| \| \| \| \| Canna jaegeriana \| \| \| \| \| \| Canna liliiflora \| \| \| \| \| \| Canna paniculata \| \| \| \| \| \| Canna pedunculata \| \| \| \| \| \| Canna tuerckheimii \| \| \| \| |
|        | \| \| Canna bangii \| \| \| \| \| \| Canna flaccida \| \| \| \| \| \| Canna glauca \| \| \| \| \| \| Canna indica \| \| \| \| \| \| Canna iridiflora \| \| \| \| \| \| Canna jaegeriana \| \| \| \| \| \| Canna liliiflora \| \| \| \| \| \| Canna paniculata \| \| \| \| \| \| Canna pedunculata \| \| \| \| \| \| Canna tuerckheimii \| \| \| \| |
|        | Canna bangii |
|        | |
|        | Canna flaccida |
|        | |
|        | Canna glauca |
|        | |
|        | Canna indica |
|        | |
|        | Canna iridiflora |
|        | |
|        | Canna jaegeriana |
|        | |
|        | Canna liliiflora |
|        | |
|        | Canna paniculata |
|        | |
|        | Canna pedunculata |
|        | |
|        | Canna tuerckheimii |
|        | |